# Rockefeller Street
"Rockefeller Street" är en låt framförd av Getter Jaani. Låten representerade Estland vid Eurovision Song Contest 2011 i Düsseldorf och kom på näst sista plats i finalen.
Låten är komponerad av Sven Lõhmus, som tidigare skrivit två estniska Eurovision-bidrag, bidragen år 2005 samt 2009.